# Distretto di Kajran
Il distretto di Kajran è un distretto dell'Afghanistan appartenente alla provincia del Daikondi. Viene stimata una popolazione di 17 686 abitanti (stima 2016-17).